# Motocross Maniacs
Motocross Maniacs (モトクロス マニアックス?) är ett motorcykelspel utgivet av Konami till Game Boy 1989. Banorna är upplagda som i ett plattformsspel, och det gäller att ta sig i mål innan tiden tar slut. Man kan välja att spela antingen ensam, mot datorn eller mot en kompis.

## Spelarläge
Välj mellan att spela ensam mot tiden, mot en datoriserad motstånadre som blir bättre för varje bana eller mot en kompis med hjälp av Video Link. Spelet har 8 olika banor och 3 olika nivåer. 

### Fotnoter
1. 1 2 3 4 5 6 7  Motocross Maniacs Arkiverad 15 maj 2012 hämtat från the Wayback Machine. på Gamefaqs
2. ↑  Nintendo Magasinet. Power Player 11/12, Sida 13 Recension: Motocross Maniac GAME BOY.